# Opsion
Opsion är ett släkte av tvåvingar. Opsion ingår i familjen svampmyggor.

## Dottertaxa tillOpsion, i alfabetisk ordning[1]
- Opsion autumnalis
- Opsion bicolorata
- Opsion collaris
- Opsion concolor
- Opsion costata
- Opsion cryptocauda
- Opsion curvisetosa
- Opsion demeijerei
- Opsion euloma
- Opsion flavipuncta
- Opsion fumipes
- Opsion fuscipalpis
- Opsion hamata
- Opsion humerella
- Opsion intestata
- Opsion javanica
- Opsion johannseni
- Opsion laxa
- Opsion longicornis
- Opsion longisetosa
- Opsion membrancea
- Opsion nigra
- Opsion ornatifemora
- Opsion ornatithorax
- Opsion palaguensis
- Opsion pappi
- Opsion pilosa
- Opsion pughi
- Opsion regni
- Opsion sinica
- Opsion tenuis
- Opsion thaya
- Opsion usambarensis